# イラク高等法廷
イラク高等法廷（正式名称 Supreme Iraqi Criminal Tribunal イラク高等刑事裁判所）は、バアス党政権によってイラクで行なわれた大量虐殺などの犯罪行為を裁く裁判所である。二審制。かつてはイラク特別法廷と呼ばれていたが、新憲法で「特別または例外的な裁判所を設置してはならない」と定められたことを受け、2005年10月9日にイラク高等法廷と改名された。
戦勝国主導で敗戦国の旧指導者たちが裁かれた点で極東国際軍事裁判 (東京裁判) やニュルンベルク裁判になぞらえ「バグダッド裁判」と呼称される場合もある。

## 概略
同法廷は占領機関である連合国暫定当局（CPA）が2003年12月10日にイラク特別法廷規程を公布。これによりイラク統治評議会が特別法廷設置法を起草し、設置された。2011年5月3日、イラク政府は高等法廷を解体する法案を閣議決定し、議会に提出した。高等法廷側は、解体の理由について「主要な事件の審理が終わったため」としている。

## 管轄
高等法廷の管轄は、1968年7月17日のバアス党主導のクーデター発生日からフセイン政権崩壊後の2003年5月1日までにバアス党政権によって犯された罪としている。加えて法廷設置法は下記の犯罪を列挙している。
- ジェノサイド
- 人道に対する罪
- 戦争犯罪
- 司法の乱用
- 国家資源の横領
- 周辺アラブ諸国への軍事攻撃

裁判証拠については、バアス党政権下で決められた裁判手続きを同法廷でも踏襲した。

## 判事
- リズカル・ムハンマド・アミーン首席判事（2005～2006） - 2006年1月23日解任。
- ラウフ・ラシード・アブドゥルラフマーン首席判事
- アブドゥッラー・アル＝アミーリー首席判事 - 2006年9月19日解任。
- ムハンマド・ウライビー・アル＝ハリーファ首席判事
- マフムード・サーリフ・アル＝ハサン
- サイード・ハミーシュ首席判事補 - 2006年元バアス党員を公職に付くことを禁じる「非バアス化法」に抵触したため解任される。
- ラーイド・アル＝ジュヒー予審判事（2004～）
- バルウィゼ・ ムハンマド・マフムード・アル＝マラニー捜査判事 - 2005年3月2日に何者かに殺害される。

## 検察
- ジャアファル・アル＝ムーサウィー
- ムンキス・アル＝ファールーン

## 法廷の中立性への疑問
高等法廷の政治的中立性については、国際社会やイラク国内でも懸念や批判があり、これまでのイラクの刑法にはなかった「人道に対する罪」などの規定を設け、国際法に準拠した形を取った。その一方で、法廷の資金や運営・警備にアメリカの深い関与が指摘され、判事や検事の人選でも政治的にサッダーム旧政権と対立する立場にあった人物を任命するなど、発足時にも問題点が指摘された。
例えば、ドゥジャイル事件を担当したアミーン裁判長は、「被告人に寛容すぎる」としてシーア派政党からの圧力を受けて解任された。また、クルド人虐殺を裁く公判中にサッダーム・フセインに対して「あなたは独裁者では無かった」と発言したアミーリー裁判長もクルド人政党やシーア派政党から「中立性が欠如している」と非難され、ヌーリー・マーリキー首相により更迭された。
また、ターリク・アズィーズ元副首相に対して死刑判決が下されたことについても、判決公判が行われたのがウィキリークスによってイラク軍・警察による拷問や殺人などの広範囲に渡る人権侵害が暴露された数日後であること、アズィーズに掛けられた容疑が、マーリキー首相が党首を務めるイスラーム・ダアワ党に対して旧政権が行った弾圧に関与したというものであったことや、同容疑の裁判を担当するハサン判事（シーア派）が、マーリキーが創設した政党連合「法治国家連合」から議会選挙に立候補しようとした経緯があるなど、シーア派主導のイラク政府による「復讐裁判」ではないのかとの批判がある。
近年では、国内事情に左右されない公正さを確保するため、旧ユーゴスラビア国際戦犯法廷やカンボジア特別法廷などのように、国際法廷や国連の主導で設置された法廷で行われるのが通例になっており、国連も2005年10月、イラク高等法廷の正当性を疑問視し、国連による独立法廷を設置すべきだとする報告書を公表している。
その一方、国内法廷であることにより、法廷に「イラクの国家主権」の重みを与え、「外国人ではなく、イラク国民自身による決定」の体裁をとることも可能になった。このため、死刑を廃止している欧州諸国もその点を尊重した声明を発表している。
ただし、国際人権団体は手続き上の不備を指摘している。「ヒューマン・ライツ・ウォッチ」は、旧政権下の刑事訴訟法をそのまま適用したことを批判し、「黙秘権を認めない」「疑いが残る立証でも有罪を可能にする」などを問題点として指摘した。アムネスティ・インターナショナルも「裁判はずさんで、国際基準に合致する、公正な裁判能力に欠陥があった」との声明を出している。